# Idaea meridiaria
Idaea meridiaria là một loài bướm đêm trong họ Geometridae.